# Utsukushigahara Open-Air Museum

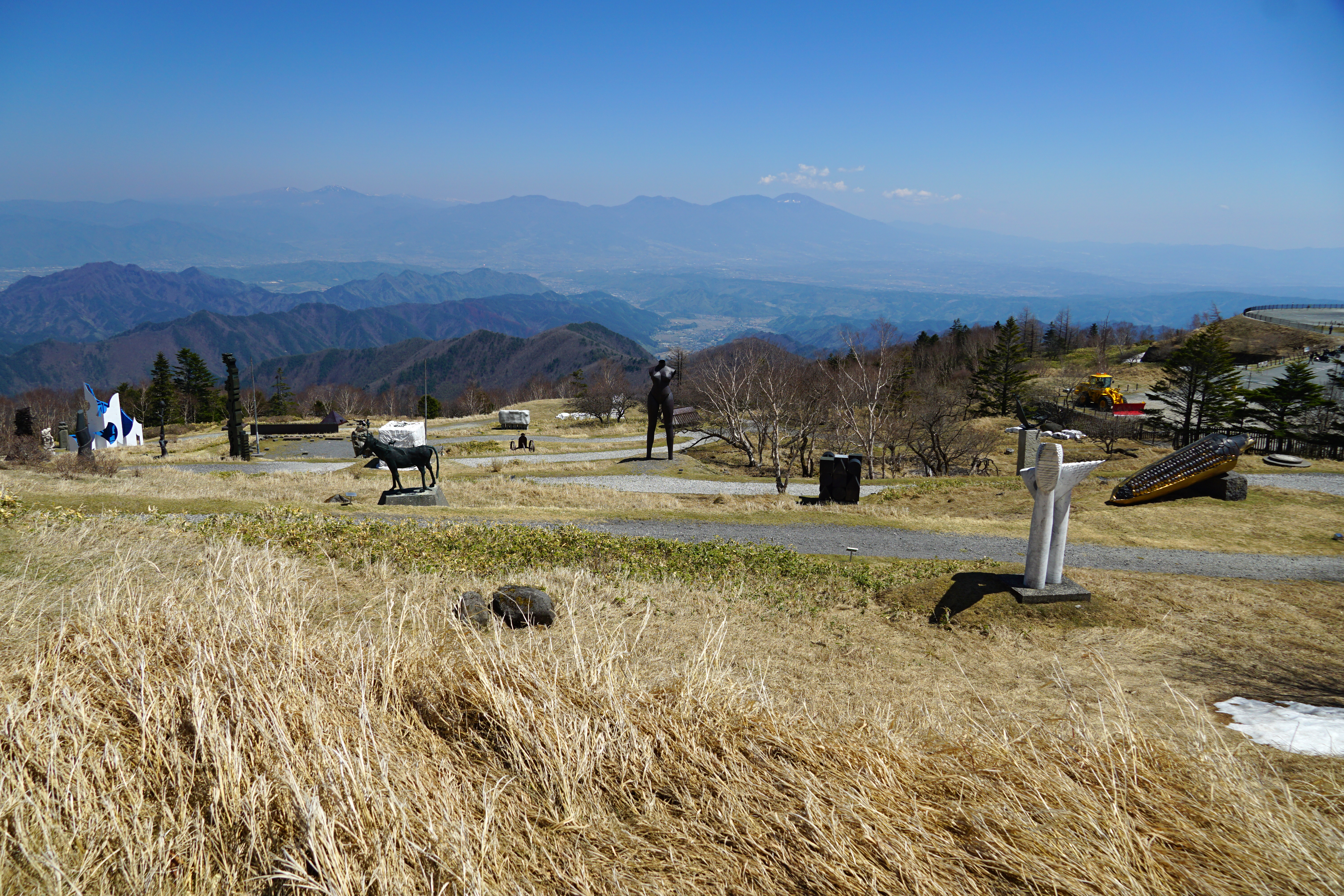
Utsukushigahara Open-Air Museum

Utsukushigahara Open-Air Museum, nei pressi di Ueda (prefettura di Nagano), è un parco all'aperto di sculture situato su di un altopiano dell’omonimo monte, ad un'altitudine di 2000 m con una vista panoramica delle Alpi giapponesi e del Fuji a sud.
Inaugurato nel 1981, su una superficie di quattro ettari espone una raccolta di oltre 350 sculture di artisti giapponesi ed internazionali contemporanei.

## Alcuni degli artisti
- César Baldaccini
- Bukichi Inoue
- Igael Tumarkin
- Alexander Liberman
- Kyoji Nagatani
- Kakuzo Tatehata
- Bernhard Luginbühl
- Mitsuaki Sora
- Susumu Shingu